# Rezerwat przyrody Rogów
Rogów – stepowy rezerwat przyrody znajdujący się na terenie gminy Grabowiec, w powiecie zamojskim, w województwie lubelskim.
- położenie geograficzne: Działy Grabowieckie[3]
- powierzchnia (dane nadesłane z nadleśnictwa): 0,95 ha
- rok utworzenia: 1965
- dokument powołujący: Zarządzenie Ministra Leśnictwa i Przemysłu Drzewnego z dnia 23 października 1965 roku w sprawie uznania za rezerwat przyrody (MP nr 65, poz. 373).
- przedmiot ochrony (według aktu powołującego): zachowanie stanowiska rzadkich roślin stepowych i kserotermicznych z reliktowym stanowiskiem dziewięćsiła popłocholistnego[1][2].